# Eurydike I av Makedonien
Eurydike I av Makedonien (grekiska: Εὐρυδίκη), född 407 f.Kr., död mellan 367 och 346 f.Kr, var en drottning av Makedonien mellan 390 och 369 f.Kr. Hon var gift med kung Amyntas III av Makedonien och mor till Filip II av Makedonien. 
Eurydike är den första av Makedoniens drottningar som är känd som politiskt aktiv, och hennes period som politiskt aktiv kvinna innebar en slags vändpunkt i Makedoniens historia. Hon är också den första kungliga kvinna (och därmed den första kvinna alls), i Makedoniens historia som finns mer utförligt beskriven, då tidigare kungliga kvinnor endast finns omskrivna som namn, och icke kungliga kvinnor inte alls.  Hon var farmor till Alexander den store.  

## Biografi
Eurydike var dotter till prins Sirras och dotterdotter till Arrhabaeus, som var makedonsk lydkung i den illyriska gränsstaten Lynkestis. Eurydikes etnicitet har diskuterats. Det faktum att hon kom att spela en sådan aktiv roll som drottning, något ingen annan drottning före henne gjorde (åtminstone finns det inga uppgifter om att de gjorde det), har ibland ansetts stärka förmodandet att hon var illyrier, eftersom kvinnor hade en högre status bland illyrer än greker. 

### Drottning
Giftermålet mellan Eurydike och Amyntas ägde rum år 390, troligen som en del av fredsfördraget mellan Makedonien och illyrerna tre år tidigare. Amyntas hade flera bihustrur, men det var Eurydike som bar titeln drottning: det är dock okänt när hon fick titeln. 
Eurydike ska ha förberett en komplott mot sin make med sin svärson Ptolemaios Alorites med målet att mörda maken och ersätta honom med sin svärson-älskare, som hon sedan skulle gifta sig med. Hennes dotter Eurynoe avslöjade dock planen för fadern, som gick med på att inte avrätta modern för deras barns skull: han avled dock inte långt efteråt av naturliga orsaker. Denna historia är inte bekräftad, och återges först flera sekel senare. 
Eurydike deltog aktivt i religiösa kultaktiviteter. Hon grundade möjligen templet för kulten av gudinnan Eucleia i Vergina. Det finns en dedikation, polietisi, bevarad, där hon tackar muserna för sin bildning.  

### Kungamoder
År 369 f.Kr avled Amyntas och efterträddes av hennes son Alexander II. Året därpå mördades hennes son Alexander av hennes svärson Ptolemaios. Genom medling av Pelopidas gick Ptolemaios med på att låta hennes två yngre söner regera, på villkor att få vara förmyndarregent tills de blev vuxna. Eurydike ska sedan ha gift sig med sin före detta svärson, som då var änkling. Efter detta utmanades hennes söners regering av tronpretendenten Pausanias. Hon bad då på eget initiativ den atenska generalen Ifikrates om hjälp, och denne besegrade sedan Pausanias. Ingen annan drottning i Makedonien hade varit så politiskt aktiv som hon, och det har föreslagits att hon var inspirerad av den illyriska kulturen där hon hade vuxit upp, och där kvinnor hade en högre ställning än i den grekiska. 
År 365 f.Kr mördade hennes son Perdiccas III hennes make Ptolemaios. Detta orsakade en instabilitet som löstes genom ett avtal där hennes andra son Filip sändes som gisslan till Tebe. Perdiccas föll i ett slag mot illyrerna 359 f.Kr, då Filip tog makten.  
Det är inte känt vid vilken tidpunkt Eurydike avled. Hennes gravkammare har objekt daterats till år 344 f.kr, en datering som har lett till förmodandet att hon borde ha avlidit senast det året. Samtidigt finns Eurydike inte omnämnd någonstans efter år 367, då hon för sista gången finns omnämnd i ett offentligt sammanhang, och hon nämns heller inte vid ett tillfälle år 346 då hon annars borde ha gjort det om hon fortfarande var vid livet. Det är egendomligt för en sådan tidigare aktiv drottning och kungamoder, och det har därför också föreslagits att hon avled någon gång mellan 367 och 346.

## Barn
1. Eurynoe av Makedonien, gift med Ptolemaios av Aloros
2. Alexander II av Makedonien
3. Perdikkas III av Makedonien
4. Filip II av Makedonien